# Ефект покатого бордюру
Ефект покатого бордюру — це явище, коли спеціальна функція для людей з інвалідністю використовуються та цінуються більшою групою людей, ніж група людей, для яких вона розроблена. Наприклад, багато людей, які чують, використовують субтитри. Це явище названо на честь покатих бордюрів – пандусів, що складаються з частин тротуару – які спочатку були створені для доступності у певних місцях на інвалідних візках, але тепер є універсальними та більше не є вузько специфічними для людей з інвалідністю.
Ефект покатого бордюру — це підмножина універсального дизайну, який є цілеспрямованим проєктуванням середовища, щоб воно було доступним для всіх людей, незалежно від можливостей чи обмежень. Ефект заниженого бордюру дещо відрізняється від універсального дизайну, оскільки це явище часто є ненавмисним, але призводить до подібного результату.
Ефект покатого бордюру став помітним явищем, оскільки суспільство більше зосереджується на створенні доступного та інклюзивного середовища. Наслідки ефекту зрізання бордюрів включають підвищення обізнаності населення про універсальний дизайн. Ефект скорочення обмежень допоміг довести, що можуть бути економічні вигоди від включення або розвитку доступності в бізнес-середовищі. Серед позитивних наслідків ефект покатого бордюру також призвів до негативних змін, таких як відсутність індивідуального дизайну для людей з інвалідністю.